# Szaundra Diedrich
Szaundra Diedrich (Brilon, 18 de mayo de 1993) es una deportista alemana que compite en judo.
En los Juegos Europeos de Bakú 2015 consiguió dos medallas, plata por equipo y bronce en la categoría de –70 kg. Ganó una medalla de bronce en el Campeonato Europeo de Judo de 2015 y una medalla de oro en el Campeonato Europeo de Judo por Equipo Mixto de 2018.

## Palmarés internacional
| Juegos Europeos                     | Juegos Europeos       | Juegos Europeos   | Juegos Europeos |
| Año                                 | Lugar                 | Medalla           | Categoría       |
| ----------------------------------- | --------------------- | ----------------- | --------------- |
| 2015                                | Bakú (Azerbaiyán)     | Medalla de plata  | Equipo          |
| 2015                                | Bakú (Azerbaiyán)     | Medalla de bronce | –70 kg          |
| Campeonato Europeo                  |                       |                   |                 |
| Año                                 | Lugar                 | Medalla           | Categoría       |
| 2015                                | Bakú (Azerbaiyán)     | Medalla de bronce | –70 kg          |
| Campeonato Europeo por Equipo Mixto |                       |                   |                 |
| Año                                 | Lugar                 | Medalla           | Categoría       |
| 2018                                | Ekaterimburgo (Rusia) | Medalla de oro    | Equipo mixto    |